# Лукошкино (городской округ Шаховская)
Лукошкино — деревня в городском округе Шаховская Московской области.

## Население
| 1859 | 1926 | 2002 | 2006 | 2010 |
| ---- | ---- | ---- | ---- | ---- |
| 157  | ↗218 | ↘14  | ↘13  | ↘10  |

## География
Деревня расположена в южной части округа, примерно в 22 км к югу от райцентра Шаховская, на правом берегу ручья Безымянный (правого притока реки Малой Иночи), высота центра над уровнем моря 221 м. Ближайшие населённые пункты — Симанково на противоположном берегу ручья, Подсухино на юге и Дор на юго-востоке.
В деревне три улицы — Лесная, Серебряная и Центральная.
В деревню иногда заезжают автобусы, следующие до райцентра.

## Исторические сведения
Впервые упоминается в писцовой книге Волоколамского района 1626 года как присёлок села Середа.
В 1769 году Лукошкина — деревня Хованского стана Волоколамского уезда Московской губернии, принадлежала Коллегии экономии (ранее — Новоиерусалимскому монастырю). В деревне 9 дворов и 22 души.
В середине XIX века деревня Лукошкино относилась к 1-му стану Волоколамского уезда и принадлежала Департаменту государственных имуществ. В деревне был 21 двор, 62 души мужского пола и 89 душ женского.
В «Списке населённых мест» 1862 года — казённая деревня 1-го стана Волоколамского уезда Московской губернии по правую сторону Московского тракта, от границы Зубцовского уезда на город Волоколамск, в 35 верстах от уездного города, при ручье Бобылинском и колодцах, с 23 дворами и 157 жителями (72 мужчины, 85 женщин).
По данным на 1890 год входила в состав Серединской волости, число душ мужского пола составляло 64 человека.
В 1913 году — 39 дворов.
По материалам Всесоюзной переписи населения 1926 года — деревня Симонковского сельсовета, проживало 218 человек (107 мужчин, 111 женщин), насчитывалось 46 крестьянских хозяйств.
С 1929 года — населённый пункт в составе Шаховского района Московской области.
1994—2006 гг. — деревня Дорского сельского округа Шаховского района.
2006—2015 гг. — деревня сельского поселения Серединское Шаховского района.
2015 г. — н. в. — деревня городского округа Шаховская Московской области.